# Rauvolfia ivanovii
Rauvolfia ivanovii är en oleanderväxtart som beskrevs av M.M. Granda och V.R. Fuentes. Rauvolfia ivanovii ingår i släktet Rauvolfia och familjen oleanderväxter. Inga underarter finns listade i Catalogue of Life.